# Bavispe
Bavispe este un municipiu în statul Sonora, Mexic. Acesta a fost întemeiat în 1645.
1. ↑   http://www.inafed.gob.mx/work/enciclopedia/EMM26sonora/municipios/26015a.html Lipsește sau este vid: |title= (ajutor)
2. ↑  Institutul național de statistică, geografie și informatică
3. ↑   https://micodigopostal.org/sonora/bavispe/ Lipsește sau este vid: |title= (ajutor)
4. ↑   http://www.snim.rami.gob.mx/ Lipsește sau este vid: |title= (ajutor)